# 두료다나
두료다나(산스크리트어: दुर्योधन)는 힌두 서사시 마하바라타의 등장인물로서 카우라바 형제들 중 장남이다. 하스티나푸라의 왕 드리타라슈트라 왕의 장남이지만, 전왕 판두(드리타라슈트라의 동생)가 죽었을 때 숲 속으로 떠나갔던 판두 왕의 아들들, 즉 자신의 사촌들인 판다바들이 귀환함으로 인해 왕위를 계승하지 못했다. 두료다나는 사촌들에게 반기를 들었고, 이에 따라 작품의 주요 반동인물로 간주된다. 가까운 동료로 카르나가 있다.

## 같이 보기
- 카우라바